# Laura Bush
Laura Lane Welch Bush (ur. 4 listopada 1946) – żona prezydenta Stanów Zjednoczonych George’a W. Busha, pierwsza dama Stanów Zjednoczonych od 20 stycznia 2001 do 20 stycznia 2009.

## Młodzieńcze lata
Laura Lane Welch urodziła się w Midland, w stanie Teksas, jako jedyne dziecko Harolda Bruce’a Welcha i Jenny Louise Hawkins. Jej rodzina należała do konserwatywnych Demokratów, podobnie jak większość ludzi w Teksasie w tym czasie. Dorastała w Midland, gdzie uczyła się w San Jacinto Junior High School – tam poznała swego przyszłego męża. Jej szkolnymi przyjaciółmi byli: Tommy Franks i Tommy Lee Jones.
6 listopada 1963, dwa dni po swoich 17. urodzinach, Laura jechała samochodem marki Chevrolet z koleżanką z klasy, Judy Dyke. Krótko po godzinie 20 Laura Welch nie zauważyła znaku STOP i straciła panowanie nad autem. W wyniku wypadku zginął 17-letni kolega Michael Dutton Douglas, Laura i jej towarzyszka odniosły nieznaczne obrażenia. Przeciwko Laurze nie wniesiono oskarżenia. W maju 2000, podczas kampanii wyborczej jej męża, dwóch uczestniczących w dochodzeniu powypadkowym policjantów zainteresowało sprawą prasę. Nie zaszkodziło to jednak George’owi Bushowi w prezydenckim wyścigu.

## Pierwsza dama
George W. Bush został gubernatorem Teksasu w 1995 i pełnił tę funkcję do 2000. Jako pierwsza dama Teksasu pani Bush wspomagała finansowo samotne matki i ich dzieci w życiu, prowadziła również program telewizyjny, który miał na celu adopcję. Laura wyszła również z inicjatywą, która miała zapoznawać biednych obywateli Teksasu z literaturą, która była im nieznana. W 2000 roku rozpoczęły się wybory prezydenckie, a 20 stycznia 2001 George W. Bush został zaprzysiężony na prezydenta Stanów Zjednoczonych. Tym samym Laura Lane W. Bush została pierwszą damą USA.
Jako pierwsza dama USA, Laura Bush prowadziła podobną „politykę” do tej, jaką prowadziła jej poprzedniczka Hillary Rodham Clinton. Rozpoczęła swą funkcję od zostania „mistrzynią edukacji” na festiwalu National Book Festival. Po zamachach terrorystycznych z 11 września 2001 zaangażowała się w pomoc na rzecz ofiar katastrofy. Poprowadziła program telewizyjny, w którym apelowała, aby pomagać ofiarom i ich rodzinom – wzięła przykład z Hillary Clinton, gdy ta w telewizji ogłosiła zbiórkę pieniędzy dla rannych w wybuchu w Oklahoma City w 1995. 
Po odejściu z Białego Domu przyznała, że nie podzielała poglądów męża w kwestiach światopoglądowych. Powiedziała wówczas, że opowiada się za legalizacją aborcji oraz jest tolerancyjna wobec małżeństw homoseksualnych. Przez wszystkie lata, począwszy od 2001 do dziś Laura Bush jest uważana za jedną z najaktywniejszych pierwszych dam Ameryki, obok Jacqueline Kennedy oraz Hillary Clinton. W 2004 została uznana przez magazyn Forbes za najpopularniejszą kobietę Ameryki.

## Życie prywatne
Laura Welch spotkała George’a Busha na grillu u wspólnych przyjaciół w 1977. Po trzymiesięcznej przyjaźni pobrali się 5 listopada w Kościele Metodystycznym w Midland. 25 listopada 1981 Laura urodziła bliźniaczki: Barbarę i Jenny. Laura przerwała działalność zawodową i poświęciła się wychowaniu dzieci. Państwo Bushowie przetrwali kryzys małżeństwa spowodowany przez nadużywanie alkoholu przez Georga Busha, który zerwał z nałogiem w 1986.